# بافل نازارينكو
بافل نازارينكو (بالروسية: Назаренко, Павел Александрович)‏ هو لاعب كرة قدم بيلاروسي في مركز الدفاع، ولد في 20 يناير 1995 في مينسك في بيلاروس. شارك مع منتخب روسيا البيضاء تحت 17 سنة لكرة القدم ومنتخب روسيا البيضاء تحت 19 سنة لكرة القدم ومنتخب بيلاروسيا تحت 21 سنة لكرة القدم. أما مع النوادي، فقد لعب مع دينامو برست ودينامو مينسك ونادي بلشينا بوبرويسك ونادي سلوتسك ونادي شاختار قراغندي ونادي فيتيبسك.

## وصلات خارجية
- بيفل نازارينكو على موقع قاعدة بيانات كرة القدم.إي يو (الإنجليزية)
- بيفل نازارينكو على موقع ليكيب (الفرنسية)
- بيفل نازارينكو على موقع Soccerway.com (الإنجليزية)